# آنسر

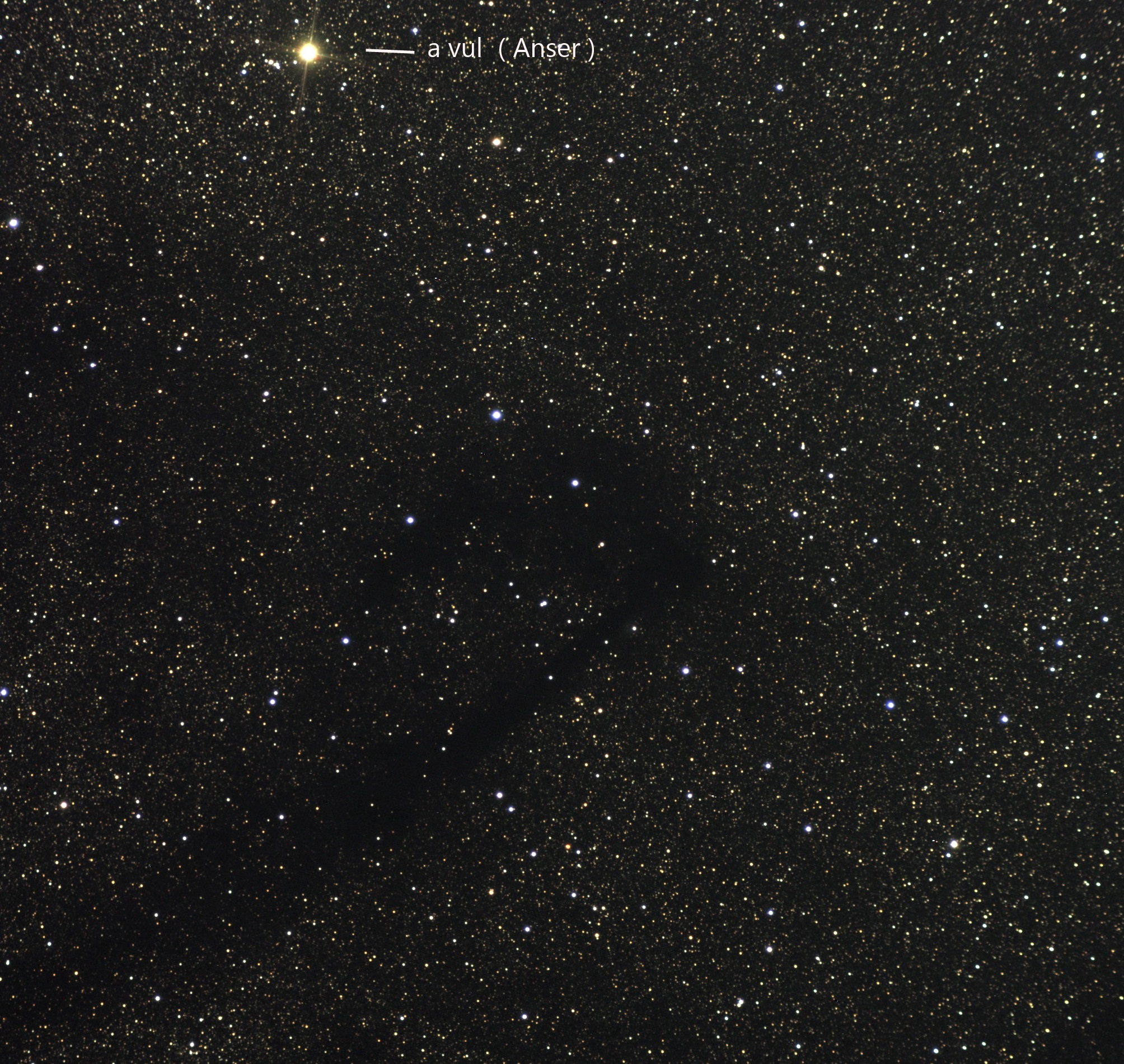
آنسر به صورت پر رنگ در تصویر

آنسِر (از لاتین به معنی غاز) یا آلفا روباهک یک ستاره است که در صورت فلکی روباهک قرار دارد.